# 米沢駅

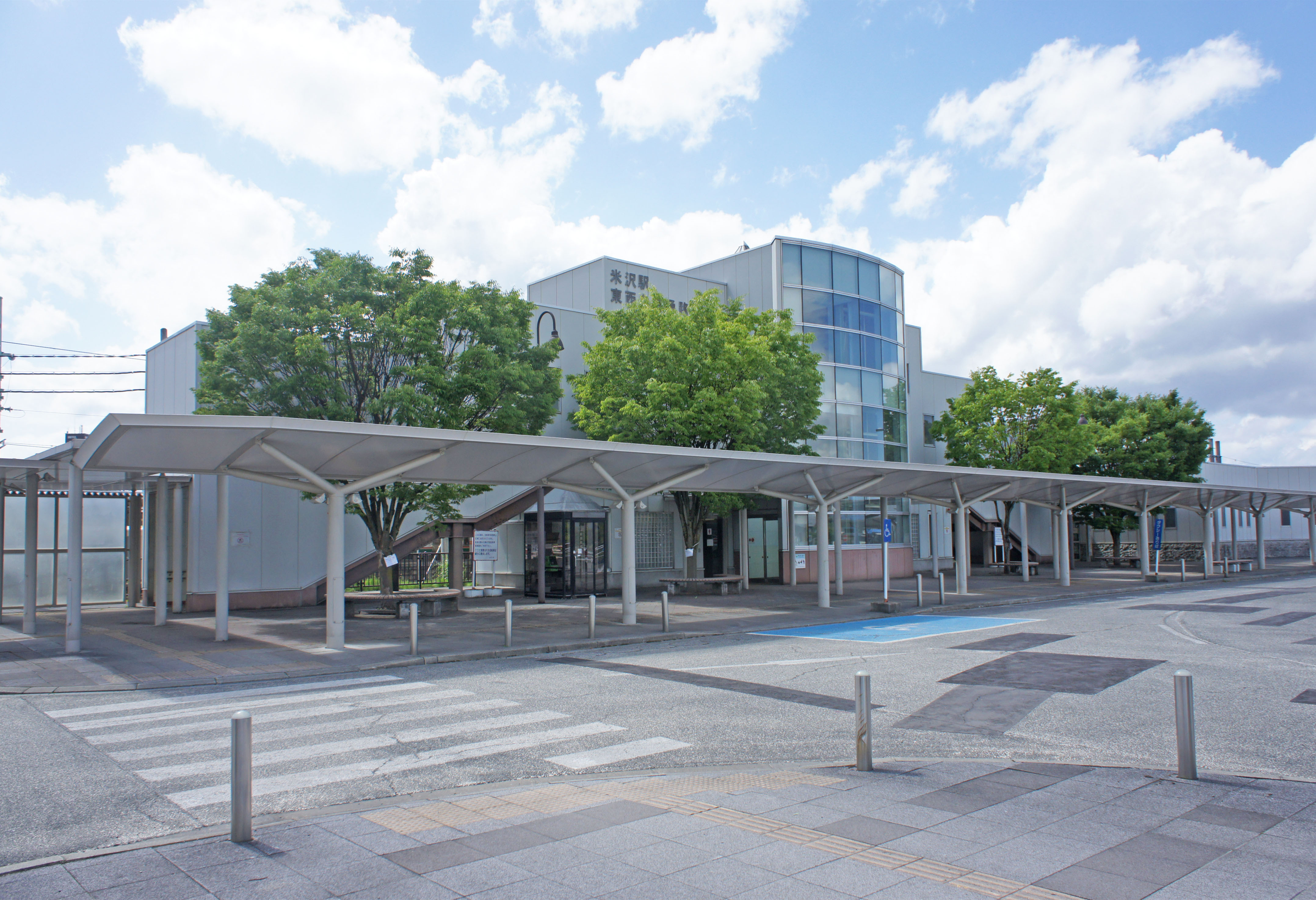
東口（2022年5月）

米沢駅（よねざわえき）は、山形県米沢市駅前1丁目にある、東日本旅客鉄道（JR東日本）の駅である。
山形県置賜地方の中心都市である米沢市の代表駅であり、山形新幹線「つばさ」の全列車が停車する。

## 乗り入れ路線
線路名称上、当駅に乗り入れている路線は奥羽本線と米坂線の2路線である。このうち奥羽本線を当駅の所属線としており、同線を走るミニ新幹線である山形新幹線の停車駅となっているほか、在来線の愛称として「山形線」が設定されている。米坂線は当駅を起点とする。
山形線においては、運転系統は当駅を境に分かれる。福島方面の普通列車は本数が少ない一方、山形方面は毎時1本は概ね確保されている。

## 歴史
- 1899年（明治32年）5月15日：官設鉄道（後に日本国有鉄道）奥羽南線の終着駅として開業[2][3]。
- 1900年（明治33年）4月21日：奥羽南線が山形駅まで延伸され、途中駅となる[3]。
- 1909年（明治42年）10月12日：線路名称制定に伴い、奥羽本線の駅となる[4]。
- 1926年（大正15年）9月28日：米坂線米沢 - 今泉間が開業[5]。
- 1986年（昭和61年）11月1日：貨物・荷物の扱いを廃止[2][3]。
- 1987年（昭和62年）4月1日：国鉄分割民営化により、JR東日本の駅となる[2]。
- 1992年（平成4年）
  - 5月28日：駅舎改築の起工式を挙行[新聞 1]。
  - 7月1日：山形新幹線福島 - 山形間が開業し、停車駅となる。
- 1993年（平成5年）7月1日：現在の駅舎が完成[新聞 2][新聞 3]。
- 2000年（平成12年）1月13日：当駅構内（旧米沢機関区跡地）にあった転車台を撤去[新聞 4]。
- 2001年（平成13年）2月12日：当駅構内（旧米沢機関区跡地）にあった「レンガ造りの機関庫」が積雪により倒壊[6]。
- 2003年（平成15年）10月1日：山形新幹線「つばさ」の全列車が停車するようになる[新聞 5]。
- 2004年（平成16年）12月18日：米沢駅の待合室とキヲスクを入れ替える工事が完成[新聞 6][7]。
- 2006年（平成18年）3月11日：エレベーター付きの新跨線橋が完成[新聞 7]。旧跨線橋は使用停止となる。
- 2007年（平成19年）3月2日：指定席券売機を設置。
- 2008年（平成20年）3月15日：モバイルSuica特急券専用の簡易Suica改札機が運用を開始[報道 1]。
- 2017年（平成29年）5月31日：びゅうプラザの営業を終了[8]。
- 2018年（平成30年）7月1日：赤湯駅の業務委託化に伴い、赤湯駅・中川駅が当駅管理下となる。
- 2020年（令和2年）3月14日：新幹線eチケットサービス開始[報道 2]。
- 2021年（令和3年）3月13日：タッチでGo!新幹線のサービスを開始[注 1][報道 5]。
- 2022年（令和4年）3月12日：山形駅、米沢駅、山形運輸区を統合した山形統括センター管理下となる。
- 2024年（令和6年）10月1日：えきねっとQチケのサービスを開始[1][報道 6]。

## 駅構造
変則的な2面5線のホームを有する地上駅である。1・4・5番線（山形新幹線、米坂線）は切欠きホーム1面3線で、4番線がホーム西側福島方を切り抜いて、さらに5番線が4番線福島方を切り抜いた形で設置されている。2・3番線（山形線）は島式ホーム1面2線である。互いのホームはエレベーターを備えた跨線橋で連絡している。このほかにも4番線の西口側および3番線の東口側にそれぞれ米坂線および山形線用のホームのない留置線があり、このうち米坂線用のものには気動車へ給油するための設備が設置されている。
山形統括センター管理下の直営駅（駅長・管理副長・副長配置）である。管理駅として、統合前の米沢管理駅エリアである奥羽本線の板谷駅 - 中川駅間、米坂線の南米沢駅 - 今泉駅間の各駅を管理している。
駅舎は米沢高等工業学校本館（現・山形大学米沢キャンパス）を模したもので、置賜広域観光案内センターASKが入居している。この駅舎を理由として、2002年（平成14年）に、東北の駅百選に選定された。
みどりの窓口、自動券売機、指定席券売機、待合室、ビューアルッテ、キオスク、NewDays、立ち食いそば屋、駅レンタカー営業所、エレベーターが設置されている。改札口に「新幹線eチケットサービス」「タッチでGo!新幹線」「えきねっとQチケ」用の改札機が設置されている。なお、「えきねっとQチケ」を利用する場合は、山形新幹線では改札機にQRコードをかざす一方、山形線（奥羽本線）では改札窓口にいる係員へQRコードを提示する必要がある。また、改札口は西口のみに存在しており、東口から利用する場合は東西自由通路で西口側に移動する形となる。

### のりば
西側より順に記載する。
| 番線   | 路線        | 方向 | 行先           | 備考               |
| ------ | ----------- | ---- | -------------- | ------------------ |
| 狭軌   |             |      |                |                    |
| 4・5   | ■米坂線     | 下り | 今泉・坂町方面 |                    |
| 標準軌 |             |      |                |                    |
| 1      | ■山形新幹線 | 上り | 福島・東京方面 |                    |
| 1      | ■山形新幹線 | 下り | 山形・新庄方面 | 一部列車は2番線    |
| 2      | ■山形線     | 上り | 福島方面       | 一部列車は1番線    |
| 3      | ■山形線     | 下り | 山形・新庄方面 | 一部列車は1・2番線 |

- 2000年（平成12年）ごろまでは、米坂線（狭軌）が0・1番線、奥羽本線（標準軌）が2 - 4番線となっていた。
- 山形線、米坂線ともに夜間滞泊の設定がある。

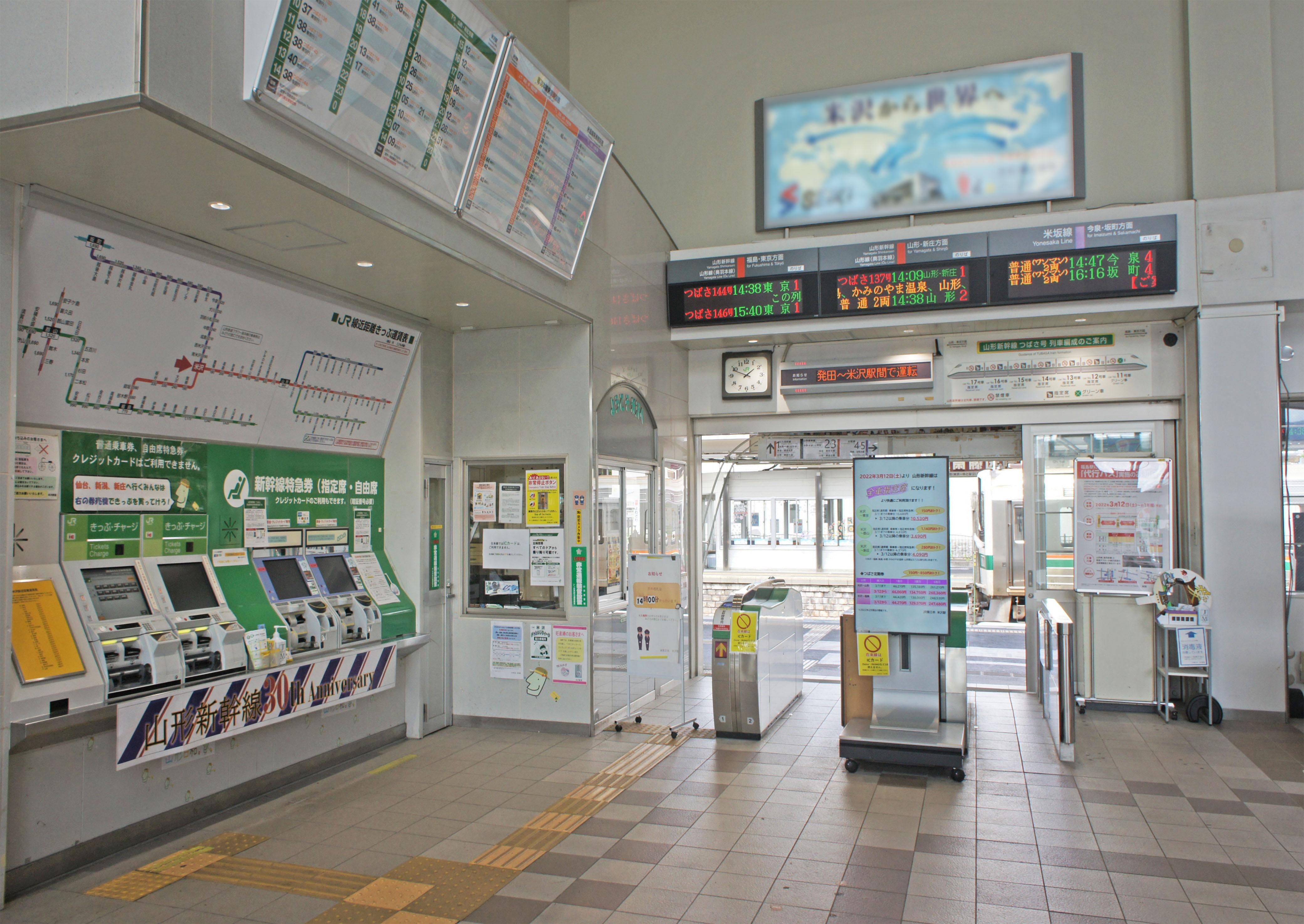
改札口と自動券売機（2022年5月）
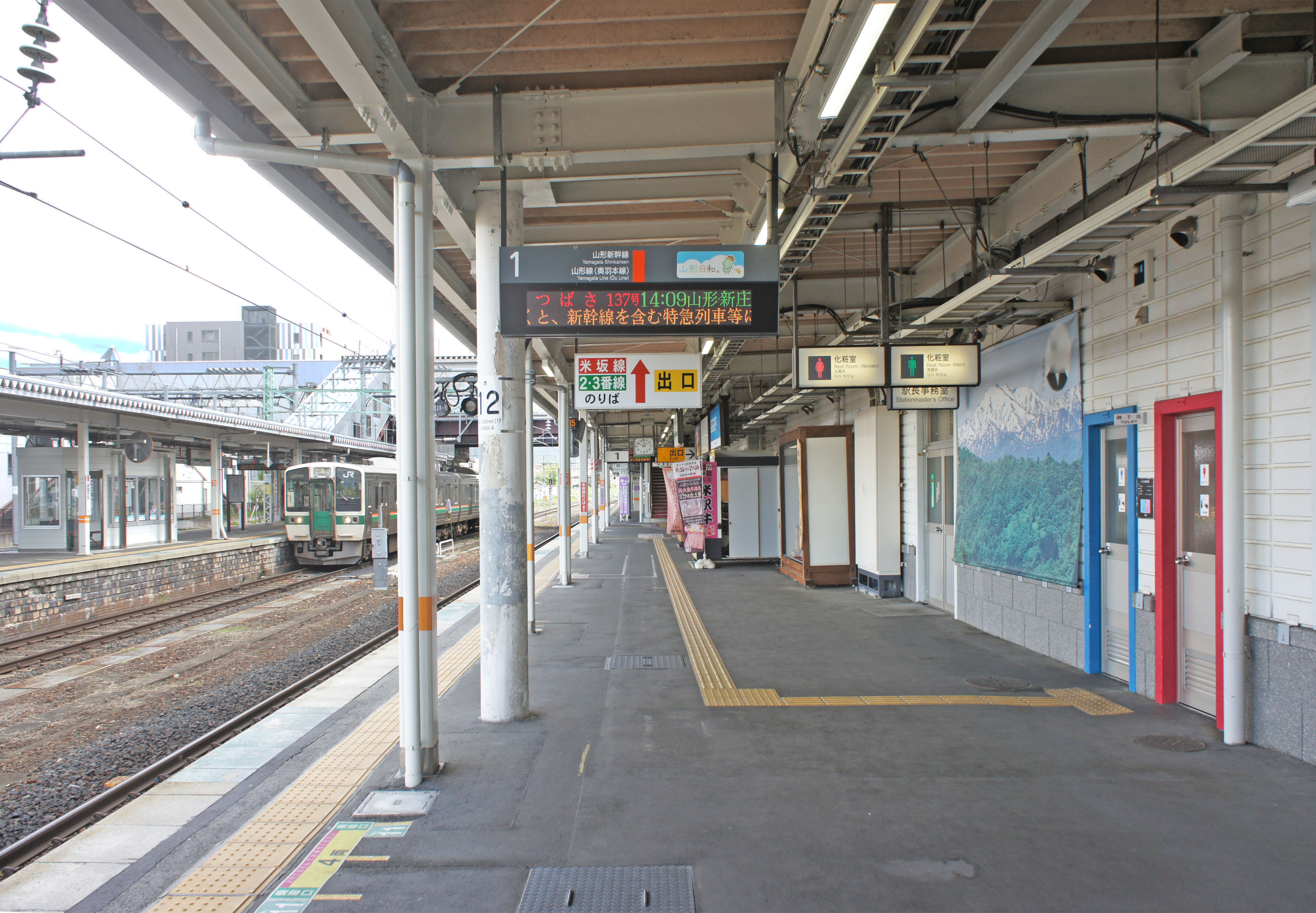
1 - 3番線ホーム（2022年5月）
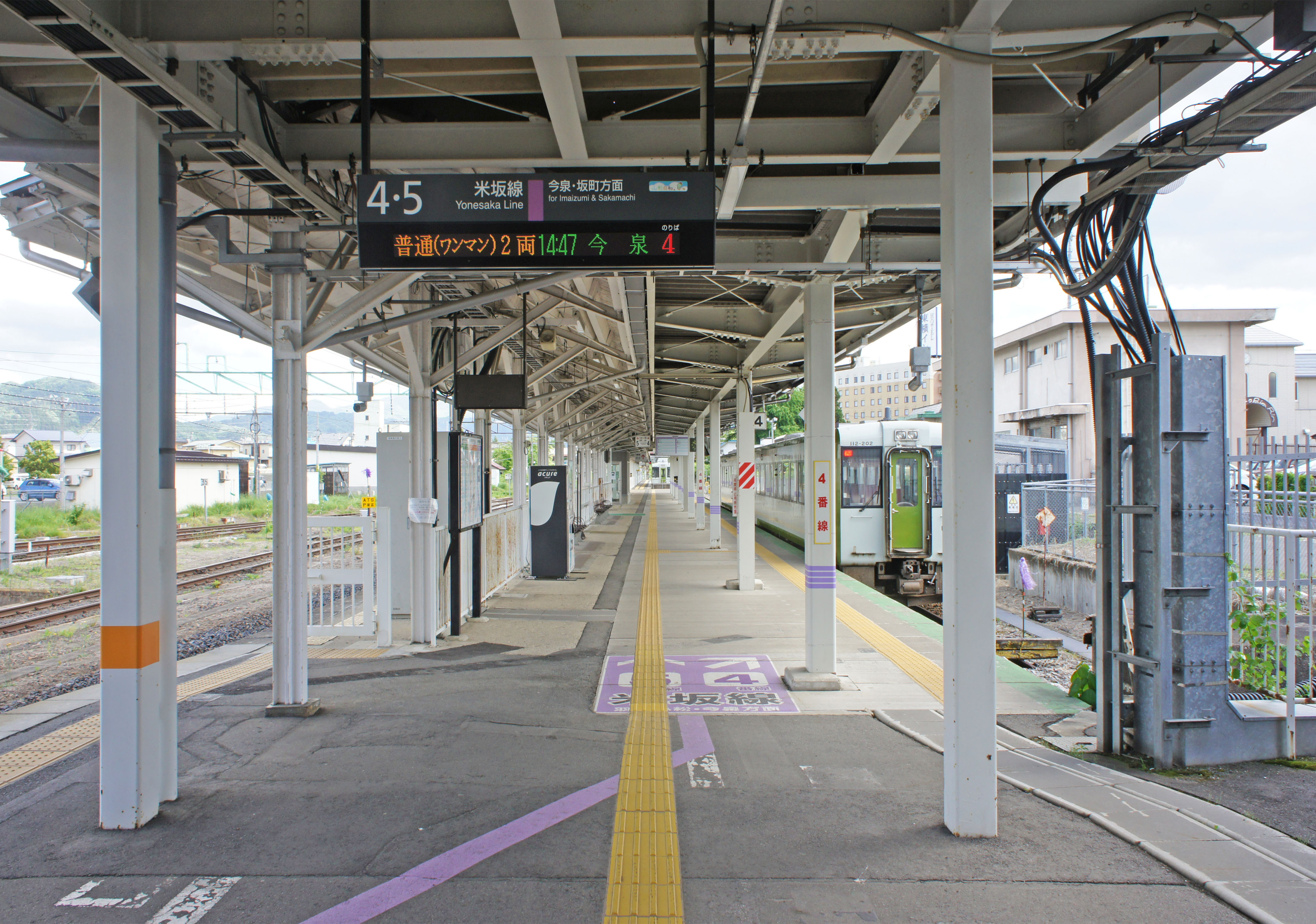
4・5番線ホーム（手前が4番線、奥に5番線。2022年5月）

## 駅弁
松川弁当店、新杵屋の2店舗により販売されている。主な駅弁は下記の通り。
- 米沢牛炭火焼特上カルビ弁当
- 米澤牛焼肉重松川辨當
- 三昧牛肉どまん中
- 牛宝弁当
- 牛肉どまん中
- 牛肉どまん中 塩味
- 牛肉どまん中 味噌味
- 牛肉道場
- 米澤牛牛肉辨當
- 元祖牛肉弁当

## 利用状況
JR東日本によると、2023年度（令和5年度）の1日平均乗車人員は1,844人である。
1935年度（昭和10年度）および2000年度（平成12年度）以降の推移は以下のとおりである。
| 1日平均乗車人員推移 | 1日平均乗車人員推移 | 1日平均乗車人員推移 | 1日平均乗車人員推移 | 1日平均乗車人員推移 |
| 年度                | 定期外              | 定期                | 合計                | 出典                |
| ------------------- | ------------------- | ------------------- | ------------------- | ------------------- |
| 1935年（昭和10年）  |                     |                     | 712                 | [ 12 ]              |
| 2000年（平成12年）  |                     |                     | 2,694               | [ 利用客数 2 ]      |
| 2001年（平成13年）  |                     |                     | 2,675               | [ 利用客数 3 ]      |
| 2002年（平成14年）  |                     |                     | 2,614               | [ 利用客数 4 ]      |
| 2003年（平成15年）  |                     |                     | 2,463               | [ 利用客数 5 ]      |
| 2004年（平成16年）  |                     |                     | 2,510               | [ 利用客数 6 ]      |
| 2005年（平成17年）  |                     |                     | 2,526               | [ 利用客数 7 ]      |
| 2006年（平成18年）  |                     |                     | 2,499               | [ 利用客数 8 ]      |
| 2007年（平成19年）  |                     |                     | 2,527               | [ 利用客数 9 ]      |
| 2008年（平成20年）  |                     |                     | 2,506               | [ 利用客数 10 ]     |
| 2009年（平成21年）  |                     |                     | 2,422               | [ 利用客数 11 ]     |
| 2010年（平成22年）  |                     |                     | 2,369               | [ 利用客数 12 ]     |
| 2011年（平成23年）  |                     |                     | 2,383               | [ 利用客数 13 ]     |
| 2012年（平成24年）  | 1,177               | 1,341               | 2,518               | [ 利用客数 14 ]     |
| 2013年（平成25年）  | 1,220               | 1,353               | 2,574               | [ 利用客数 15 ]     |
| 2014年（平成26年）  | 1,233               | 1,221               | 2,455               | [ 利用客数 16 ]     |
| 2015年（平成27年）  | 1,261               | 1,240               | 2,501               | [ 利用客数 17 ]     |
| 2016年（平成28年）  | 1,247               | 1,259               | 2,507               | [ 利用客数 18 ]     |
| 2017年（平成29年）  | 1,245               | 1,187               | 2,432               | [ 利用客数 19 ]     |
| 2018年（平成30年）  | 1,241               | 1,147               | 2,389               | [ 利用客数 20 ]     |
| 2019年（令和元年）  | 1,155               | 1,061               | 2,217               | [ 利用客数 21 ]     |
| 2020年（令和02年）  | 460                 | 878                 | 1,339               | [ 利用客数 22 ]     |
| 2021年（令和03年）  | 584                 | 892                 | 1,476               | [ 利用客数 23 ]     |
| 2022年（令和04年）  | 820                 | 863                 | 1,684               | [ 利用客数 24 ]     |
| 2023年（令和05年）  | 991                 | 853                 | 1,844               | [ 利用客数 1 ]      |

## 駅周辺
西口
- ヨークベニマル米沢店
- 米沢警察署駅前交番
- 米沢駅前郵便局
- 山形銀行米沢駅前支店
- きらやか銀行米沢支店・米沢駅前支店
- 米沢信用金庫東支店
- 山交バス米沢営業所・米沢待合所
- ホテルアルファーワン米沢
- 東横イン米沢駅前
- 米沢市立第一中学校
- 米沢市立東部小学校
- 米沢市立病院

東口
- NECパーソナルコンピュータ米沢事業場
- ベストウェスタン the japonais 米沢
- ホテルルートイン米沢駅東
- イオンタウン米沢
- 国道13号

## バス路線
西口（「米沢駅前」停留所）からは路線バス、東口（「米沢駅東口」停留所）からは高速バスが発着する。
西口
- 山交バス - 窪田・上郷・白布温泉・小野川温泉方面
- 米沢市市民バス - 市街地循環、山大工学部、米沢スキー場方面

東口
- ジェイアールバス東北 - 東京方面（ドリーム山形／米沢・新宿号、ドリーム山形／米沢・東京号）
- 山交バス - 仙台方面（仙台 - 米沢線）
- 東北急行バス - 東京方面（レインボー号）
- オリオンバス - 東京方面

## 隣の駅
東日本旅客鉄道（JR東日本）
■山形新幹線
福島駅 - 米沢駅 - 高畠駅
■山形線（奥羽本線）
関根駅 - 米沢駅 - 置賜駅
■米坂線

米沢駅 - 南米沢駅

### 記事本文